# Frank Lackteen
Frank Lackteen, nato Mohammed Hassan Lackteen (Kab Elias - Wadi el Deloum, 29 agosto 1897 – Woodland Hills, 8 luglio 1968), è stato un attore statunitense.
Nella sua carriera, durata dal 1916 al 1965, ha preso parte a oltre 200 produzioni tra cinema e televisione.

## Filmografia parziale

### Cinema
- Leatherstocking, regia di George B. Seitz (1924)
- Sunken Silver, regia di Spencer Gordon Bennet (1925)
- The Green Archer, regia di Spencer Gordon Bennet (1925)
- The House Without a Key, regia di Spencer Gordon Bennet (1926)
- Melting Millions, regia di Spencer Gordon Bennet (1927)
- Hawk of the Hills, regia di Spencer Gordon Bennet - serial (1927)
- The Tiger's Shadow, regia di Spencer Gordon Bennet (1928)
- Il lupo dei mari (The Sea Wolf), regia di Michael Curtiz (1941)
- The Desert Hawk, regia di B. Reeves Eason (1944)
- Desert Pursuit, regia di George Blair (1952)
- Northern Patrol, regia di Rex Bailey (1953)
- La carne e lo sperone (Flesh and the Spur), regia di Edward L. Cahn (1956)

### Televisione
- Le avventure di Jet Jackson (Captain Midnight) – serie TV, episodio 1x13 (1954)